# Капский гриф

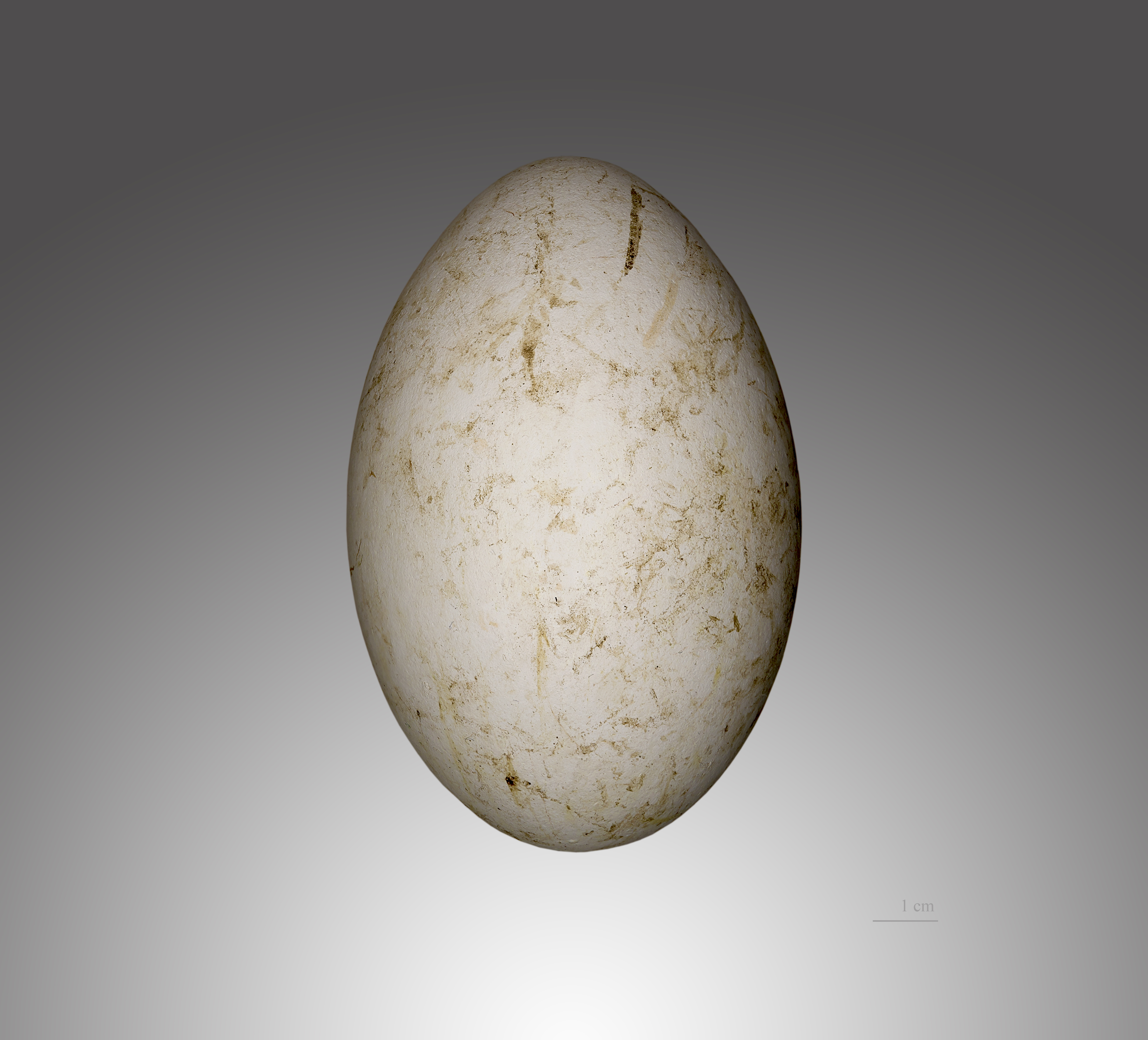
Gyps coprotheres

Капский гриф (лат. Gyps coprotheres) — один из видов грифов. Размах крыльев около двух с половиной метров, вес — 12,5 кг.
Вид является эндемиком Капской области и финбоша, обитает в диком виде лишь на юго-западе ЮАР, но, однако, зарегистрированы случаи появления капских грифов в Лесото и Ботсване, вплоть до Зимбабве. Общая численность не превышает 10 тысяч особей.
Гнездится капский гриф на скальных участках. Как и другие грифы, является типичным падальщиком. Южная часть ареала африканского ушастого грифа пересекается с территорией капского грифа. Самая крупная колония капского грифа, включающая более 800 пар, обитает на территории национального парка Маракеле.

## Интересные факты
В южноафриканской версии магии «мути» курение сушёного мозга грифа применяется для предсказания будущего. Чемпионат мира по футболу в ЮАР в 2010 году поставил под угрозу существование данного вида, поскольку местные жители пытаются использовать древний способ для предсказания результатов чемпионата.